# Acacia cincinnata
Acacia cincinnata är en ärtväxtart som beskrevs av Ferdinand von Mueller. Acacia cincinnata ingår i släktet akacior, och familjen ärtväxter. Inga underarter finns listade i Catalogue of Life.